# The Suburbans
The Suburbans är en amerikansk dramafilm från 1999 med Jennifer Love Hewitt och Donal Lardner Ward, regisserad av Donal Lardner Ward. Filmen är en satir över den 1980-talsrevival som förekom runt millennieskiftet.